# 金公園

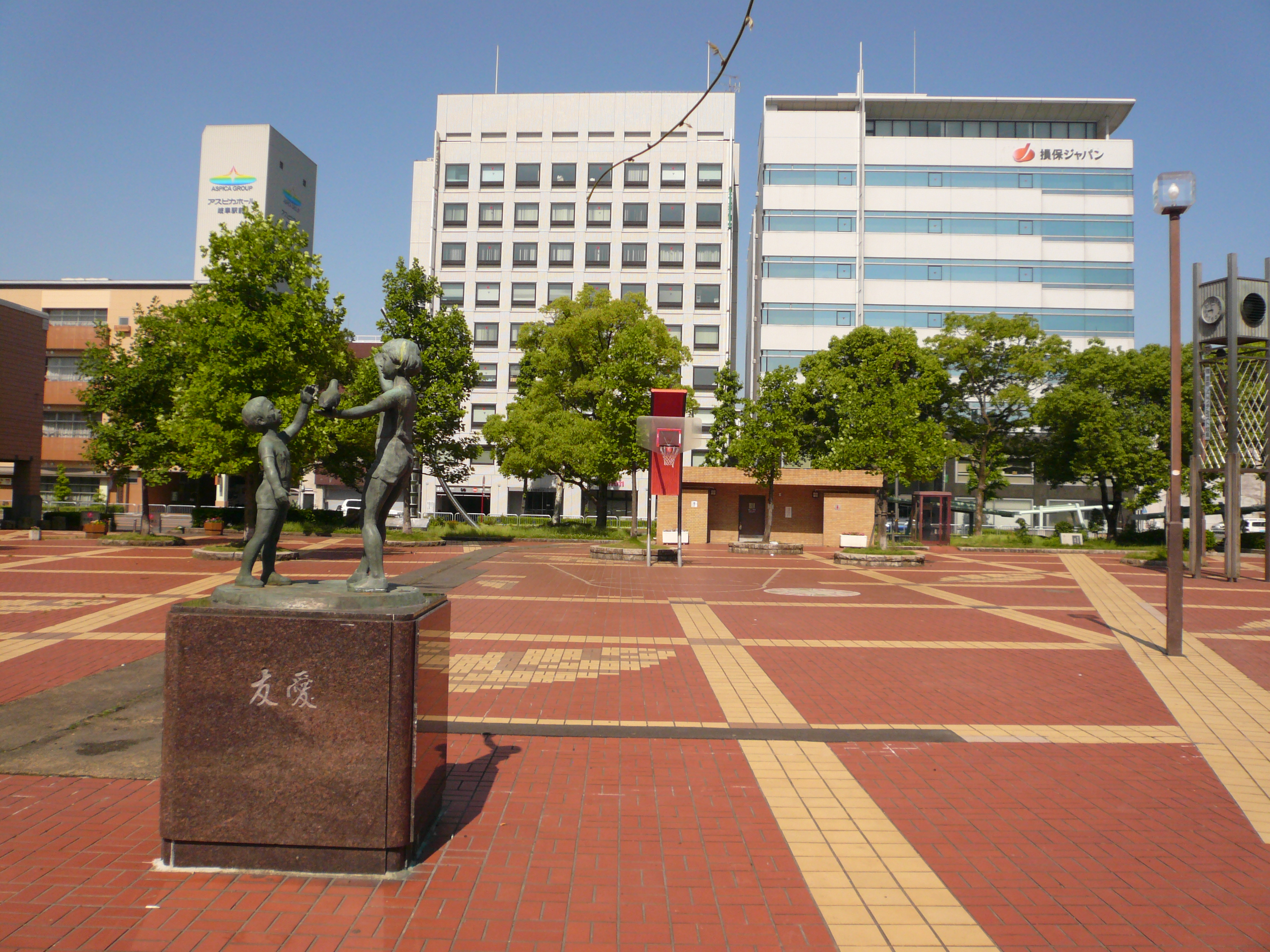
南エリア

金公園（こがねこうえん）は、岐阜県岐阜市にある公園（都市公園：近隣公園）。面積は約1ha。
岐阜市文化センターと金神社の間のスペースを埋める様に位置するためライブイベントやフリーマーケットなど各種イベントが行われる場合がある。地下は岐阜市営の駐車場になっていて、岐阜市文化センターや金神社、柳ヶ瀬などに行く人の駐車場として利用されている。

## 概要

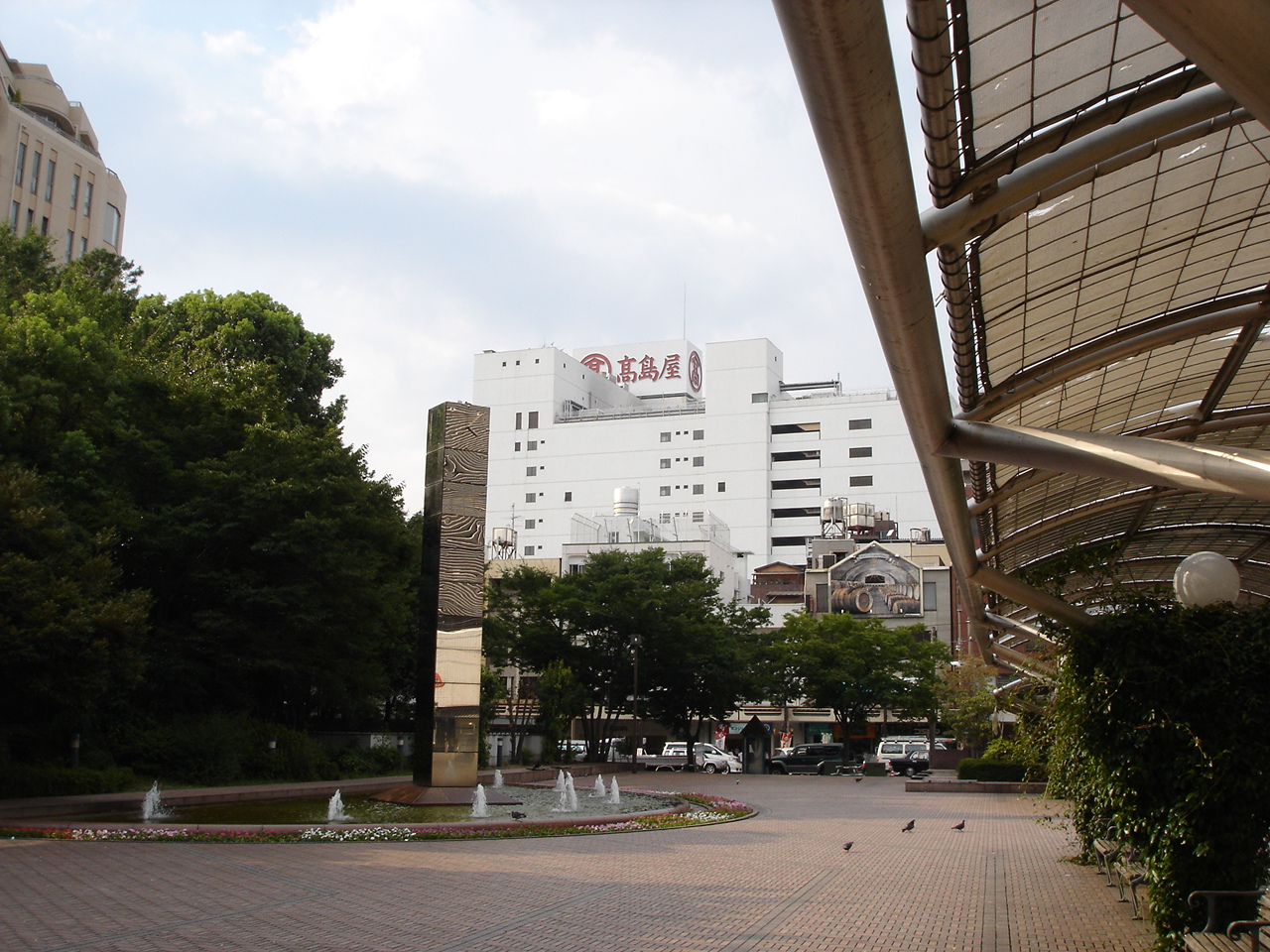
からくり時計

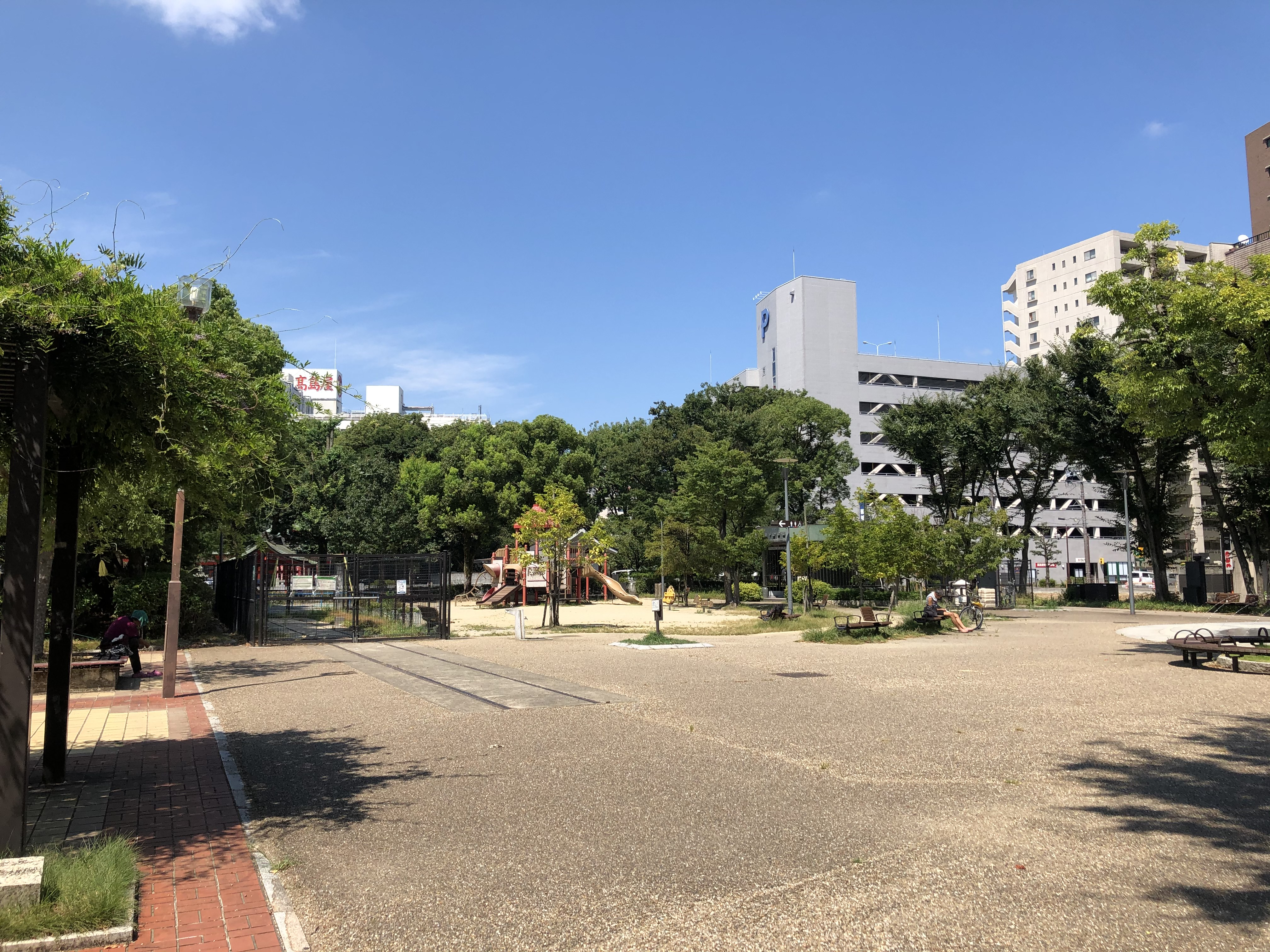
岐阜市文化センター前の広場

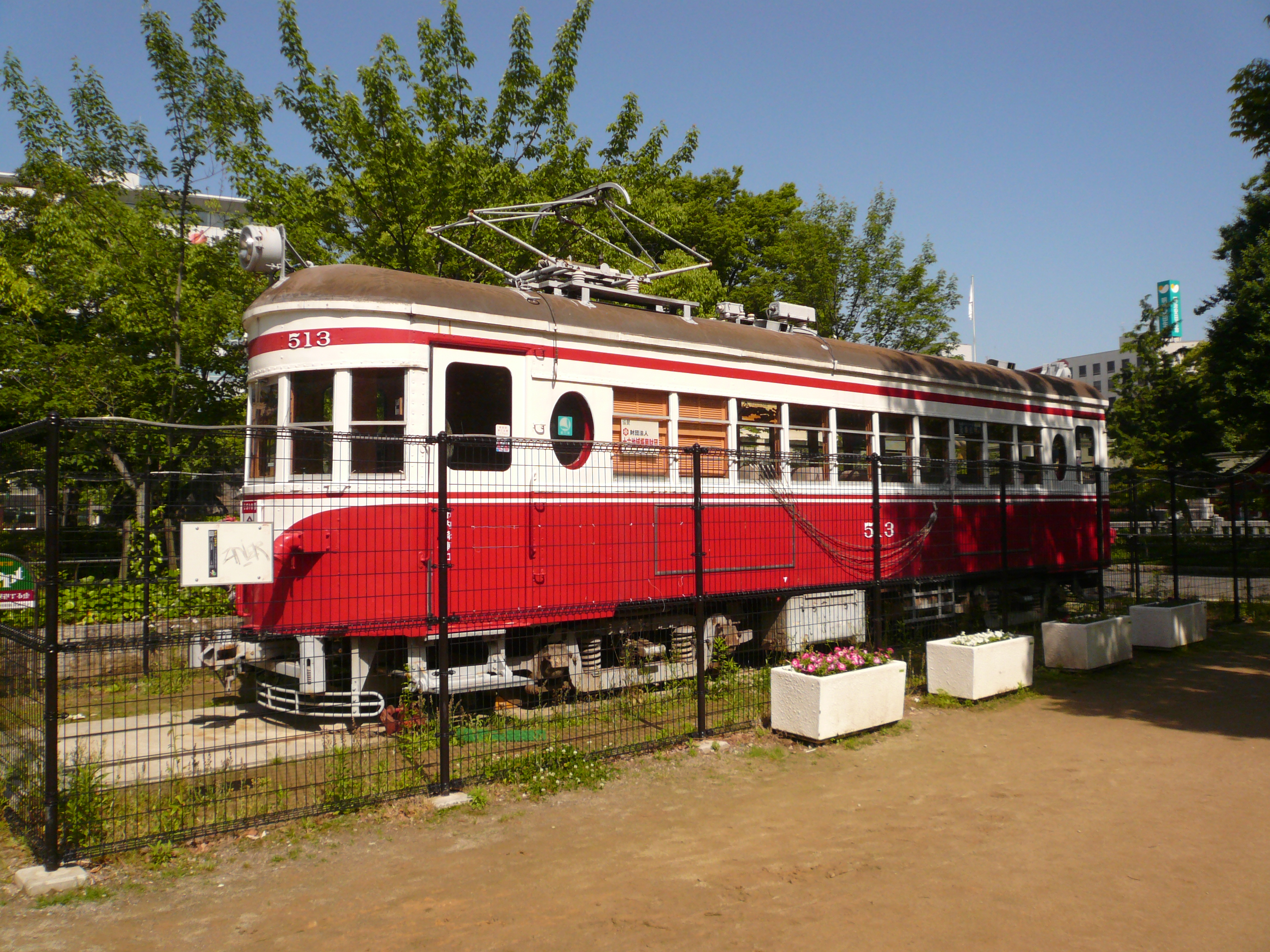
金公園で保存されていた当時の名鉄モ510形電車

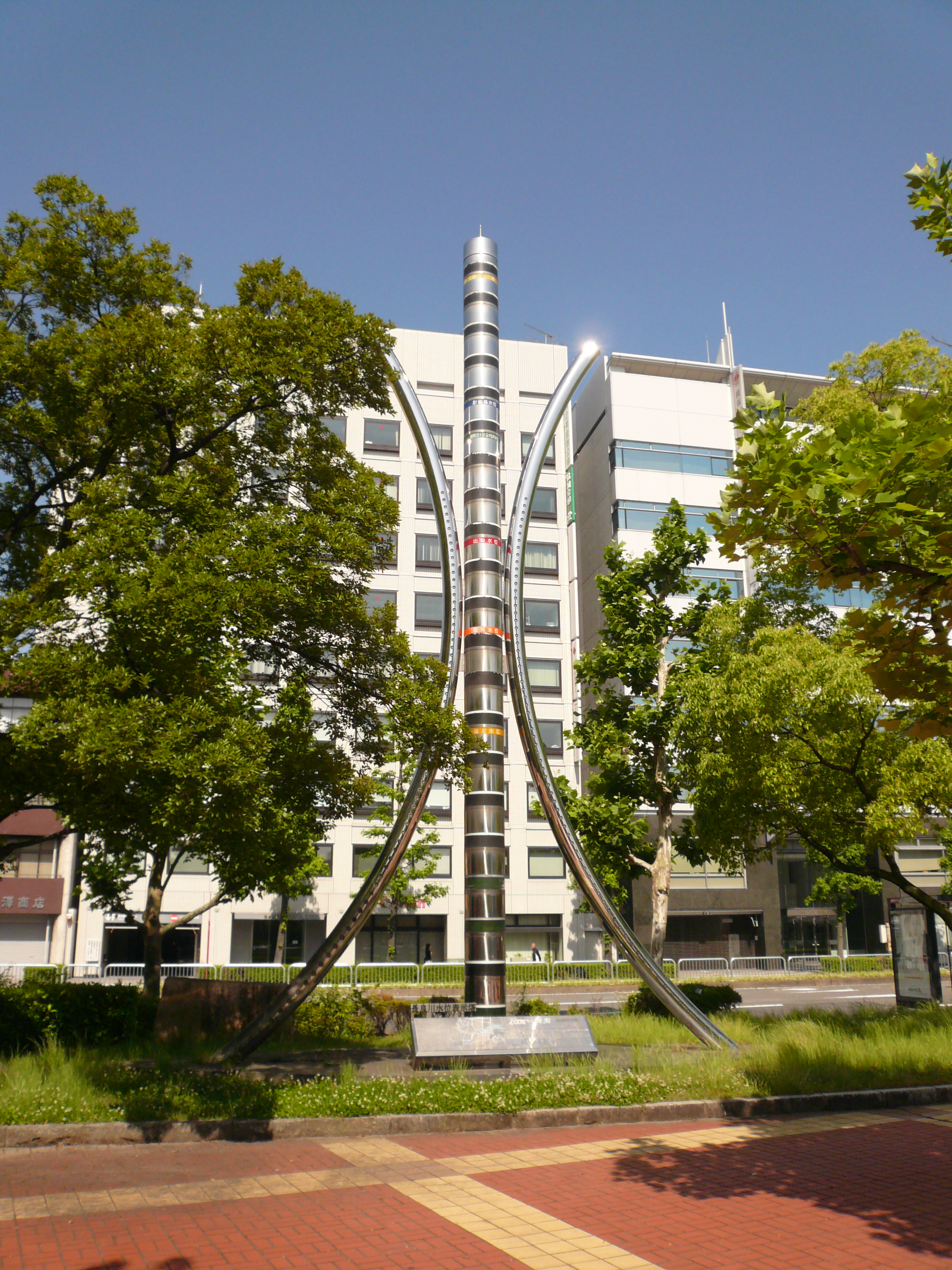
長良川の水位表示塔

金神社を隔てて岐阜市文化センター側の北エリアと柳ヶ瀬側の南エリアに分かれている。
噴水があり噴水の真ん中にはからくり時計がある。1日5回（9:00,12:00,15:00,18:00,20:00）、設置当時の岐阜市の姉妹・友好都市（アメリカ、イタリア、中国、ブラジル）と岐阜市の鵜飼の人形が踊る。
市中心部繁華街にあり、買い物の際の休憩に利用する人が多い。
新たに芝生広場を整備するため2021年9月から芝生化工事が始まり（工事期間中は一般の立ち入りが制限される区域が順次拡大する）、2023年（令和5年）3月4日、柳ケ瀬グラッスル35竣工と同時にリニューアルオープンとなる。

## 沿革
- 1937年（昭和12年）：金公園開設[4]。
- 1949年（昭和24年）:戦後、再整備して再開設[1]。
- 1953年（昭和28年）：岐阜市民センター（岐阜市文化センターの前身）開設。
- 1969年（昭和44年）11月1日：地下駐車場（1期）開設。
- 1970年（昭和45年）：地下駐車場2期工事完成。
  - 同年：噴水を設置
- 1981年（昭和56年）：岐阜市民センター（敷地3,012m2）を公園から除外。
- 1984年（昭和59年）：大規模工事[1]。
- 1988年（昭和63年）6月：からくり時計、タイムカプセル設置（市政100周年事業）。
- 1992年（平成4年）：長良川の水位表示塔設置。
- 2004年（平成16年）3月11日：地下駐車場の入出口変更。
- 2006年（平成18年）6月17日：名鉄の丸窓電車（モ510形）が保存、設置
- 2019年（令和元年）11月16日：名鉄モ510形を岐阜駅前北口駅前広場へ移設のため搬出[5]。
- 2021年（令和3年）9月10日：芝生化工事開始[1]。
- 2023年（令和5年）3月4日：芝生化工事が完了し、リニューアルオープン[2][3]。

## 施設

### 所在地
岐阜県岐阜市金町5丁目
- JR東海岐阜駅の北約500mに位置する（徒歩約10分）。

### 地下駐車場
入口は国道157号に面した北入口が、出口は平和通りに面した中央出口と東南の市道につながる南出口が設けられている。利用は普通自動車（高さ2.1m以下）のみ。指定管理者により運営されている。
- 駐車台数　155台
- 営業時間　午前7時00分～午後11時00分（午後11時00分～午前7時00分は駐車可能。入出庫不可）